# Lewinia pectoralis
Il rallo di Lewin (Lewinia pectoralis Temminck, 1831) è un uccello della famiglia dei Rallidi diffuso nelle Piccole Isole della Sonda, in Nuova Guinea e nell'Australia orientale.

## Tassonomia
Attualmente vengono riconosciute sette sottospecie di rallo di Lewin, una delle quali scomparsa recentemente:
- L. p. exsul (Hartert, 1898) (Flores);
- L. p. mayri (Hartert, 1930) (Nuova Guinea nord-occidentale);
- L. p. capta (Mayr e Gilliard, 1951) (Nuova Guinea centrale);
- L. p. alberti (Rothschild e Hartert, 1907) (Nuova Guinea sud-orientale);
- L. p. clelandi † (Mathews, 1911) (Australia sud-occidentale);
- L. p. pectoralis (Temminck, 1831) (Australia orientale e sud-orientale);
- L. p. brachipus (Swainson, 1838) (Tasmania).

## Descrizione
Il rallo di Lewin è un Rallide di dimensioni medio-piccole (20–27 cm). Ha un'apertura alare di 31–35 cm. La sommità del capo e il retro del collo sono di colore castano con strisce nere. Le regioni superiori sono nere, ma i margini delle penne, di colore oliva, le conferiscono un aspetto marezzato e striato. Il mento è grigio chiaro e la parte bassa del collo e il petto sono grigio-oliva. Ha un lungo becco sottile, nero all'estremità ma di colore rossastro alla base. L'addome è ricoperto di strisce bianche e nere. Le zampe e i piedi sono di colore grigio-bruno.
Le tre sottospecie australiane sono piuttosto simili tra loro, e si differenziano soprattutto per le dimensioni; L. p. brachipus e l'ormai scomparsa L. p. clelandi sono infatti leggermente più grandi di L. p. pectoralis. Rispetto a L. p. pectoralis, L. p. clelandi aveva la testa di un colore castano più scuro. L. p. brachipus, invece, è simile a L. p. pectoralis, ma ha testa e petto di colore oliva, così come l'addome, bianco nell'altra sottospecie.

## Distribuzione e habitat
Vive nelle foreste pluviali e tropicali della Nuova Guinea e dell'Australia orientale (Tasmania compresa), nonché sull'isola di Flores. In Australia, predilige le paludi costiere di acqua salmastra, ma si incontra anche in quelle d'acqua dolce. La sottospecie L. p. clelandi, scomparsa negli anni '30, viveva nell'Australia sud-occidentale.

## Biologia
Il rallo di Lewin è una creatura sfuggente, che rimane nascosta per gran parte del tempo nel fitto della vegetazione in cui vive. Si nutre di crostacei e molluschi.